# Asadipus areyonga
Asadipus areyonga är en spindelart som beskrevs av Norman I. Platnick 2000. Asadipus areyonga ingår i släktet Asadipus och familjen Lamponidae. Inga underarter finns listade i Catalogue of Life.